# Atrypanius implexus
Atrypanius implexus är en skalbaggsart som först beskrevs av Wilhelm Ferdinand Erichson 1847. Atrypanius implexus ingår i släktet Atrypanius och familjen långhorningar.
Artens utbredningsområde är:
- Costa Rica.
- Guatemala.
- Honduras.
- Nicaragua.
- Panama.

Inga underarter finns listade.